# Karnitin
Karnitin je kvaterna amonijeva spojina, ki jo človeški organizem proizvede iz dveh aminokislin, in sicer iz lizina in metionina. V celicah je karnitin potreben za prenos maščobnih kislin iz citosola v mitohondrije, torej se udeležuje razpada maščob, pri čemer nastaja energija. Pogosto se nahaja v prehranskih dopolnilih, zlasti tistih za pomoč pri hujšanju. Čeprav se karnitin udeležuje presnovnih poti, kjer se kurijo maščobe, raziskave niso pokazale, da bi dodaten vnos v telo pomagal pri izgubljanju telesne teže oziroma pri izgubi maščevja.
Karnitin obstaja v dveh stereoizomernih oblikah; biološko aktivna oblika je L-karnitin, medtem ko je njegov enantiomer D-karnitin neaktiven.

## Biosinteza
Karnitin v telesu nastaja iz lizina in metionina, in sicer zlasti v jetrih in ledvicah. Za sintezo je bistvena prisotnost vitamina C. Potrebe po karnitinu lahko v določenih razmerah presegajo biosintezno zmogljivost organizma, na primer v času rasti in razvoja  ali med nosečnostjo.

## Vloga pri presnovi maščobnih kislin
Karnitin v celici prenaša dolgoverižne acilne skupine maščobnih kislin v mitohondrijski matriks, kjer lahko le-te nato vstopijo v reakcijo beta oksidacije, pri čemer nastaja acetat. Acetat je energetski vir, ki vstopa v cikel citronske kisline, kjer nastaja metabolna energija v obliki ATP-ja. Preden se lahko maščobna kislina veže na molekulo karnitina, se mora aktivirati. Proste maščobne kisline se v citosolu vežejo na tioester, vezan na koencim A. To reakcijo katalizira encim acil-CoA sintetaza. Šele, ko je acilna skupina vezana na CoA, se lahko prenese na karnitin. Molekula acil-karnitin se nato prenese iz citosola v mitohondrijski matriks.
Po vezavi na koencim A (CoA) tečejo naslednje stopnje:
1. acil-CoA se konjugira s karnitinom s pomočjo encima karnitin-aciltransferaza I, ki je vezan na zunanji membrani mitohondrija;
2. acil-karnitin se nato s pomočjo karnitin-acilkarnitin translokaze prenese v mitohondrijski matriks;
3. acil-karnitin se v matriksu pretvori v acil-CoA s pomočjo encima karnitin -aciltransferaza II, ki je vezan na notranji membrani mitohondrija. Sproščeni karnitin se zopet prenese v citosol.